# Teambuilding (film din 2022)
Teambuilding  este un film de comedie din 2022 regizat de Matei Dima, Cosmin Nedelcu și Alex Coteț, după un scenariu scris de Coteț. Filmul pornește de la evenimente din viața unor angajați într-o corporație care, sub presiunea promovării și a competiției interne, sunt puși în situația să își consolideze și motiveze echipele cu care lucrează inclusiv într-o activitate de team building. Filmul a fost lansat în 2022 și a atras în cinematografe un număr mare de persoane (aproape 1 milion în 3 luni). Din 1 ianuarie 2023 filmul a fost distribuit pe platforma online Netflix.

## Rezumat
Emil (Matei Dima) lucrează prea mult pentru corporația PLM Global filiala din București, lucru pe care îl reproșează și șeful său Oprea (Șerban Pavlu). Acesta îl numește team-leader la departamentul de call center (o „promovare pe orizontală”), conducătorul neoficial al căreia este Horia Brenciu (Cosmin Nedelcu) care este mereu morocănos. Curând Oprea îl informează pe Emil că echipa de call center va fi dată afară și înlocuită de inteligența artificială.  
În corporație are loc anual un concurs de teambuilding, dar Cupa Veseliei este câștigată mereu de echipa de la Cluj. Oprea ajunge la o înțelegere cu Emil: dacă aduce Cupa Veseliei la București departamentul de call center nu va fi desființat iar el va fi promovat cu adevărat. Concursul se desfășoară la o cabană de la munte. 

## Distribuție
- Șerban Pavlu - Oprea

Echipa de call center de la București
- Matei Dima - Emil
- Cosmin Nedelcu - Horia Brenciu
- Anca Dinicu - Lorena
- Nicu Banea - Onel
- Anca Munteanu - Dorina
- Vlad Ianuș - Șerbănel

Echipa din Ardeal
Echipa din Moldova
- Roxana Condurache - Andreea[2]

Echipa din Craiova
Roluri cameo
- Horia Brenciu - adevăratul Horia Brenciu

## Producție
Alex Coteț a scris scenariul și, împreună cu Matei Dima și Cosmin Nedelcu, a asigurat regia filmului. Producția  filmului a fost realizată de Viva la Vidra/Vidra productions (deținută de Matei Dima și Ștefan Lucian). Filmările au avut loc în perioada iulie-septembrie 2021 în București și în zone de munte.

## Lansare
Teambuilding a avut avanpremiera în cadrul Sunscreen Film & Arts Festival din Constanța. Lansarea în cinematografe a avut loc pe 30 septembrie 2022 și, până la finalul anului, filmul a avut 983.000 de spectatori. Din 1 ianuarie 2023 filmul a fost distribuit și pe platforma Netflix. A depășit un milon de spectatori în ianuarie, devenind primul film românesc, după A doua cădere a Constantinopolului în 1994, care a depășit acest prag.

## Recepție critică
Cristian Tudor Popescu a afirmat că l-am văzut până la jumătate, acasă, pe computer, și a trebuit să mă opresc pentru că se umpluse încăperea de maimuțe antropoide care râdeau. Nu de film, râdeau de mine. Dacă aș și scrie ceva, orice, despre Teambuilding, cred că primatele ar începe să mă scuipe. Criticul de film Andrei Gorzo consideră că:„Teambuilding are un număr de replici citabile („Eu am rată la casă. La mașină. La câine”, spune cineva din Cluj). Și, cu toate că în ansamblu e primitiv și/sau cras-comercial, are câteva incursiuni în zone de post-ironie și de atât-de-uncool-încât-e-cool – mă gândesc la părțile cu Cosmin „Micutzu” Nedelcu (pe al cărui personaj îl cheamă Horia Brenciu, motiv pentru care o viață întreagă s-a simțit blestemat, umilit etc.) și la cameo-ul adevăratului Brenciu.